# Moekatsjevo (rajon)
De rajon Moekatsjevo (Oekraïens: Мукачівський район; Hongaars: Munkácsi Járás) een district van het Oekraïense oblast Transkarpatië. Het is gelegen in het zuidwestelijke deel van de oblast en beslaat 998 km². Het administratieve centrum wordt gevormd door de stad Moekatsjevo.

## Bestuur
Het bestuur van het rajon wordt gevormd door de raad die 42 zetels telt.
Tijdens de verkiezingen van 25 oktober 2020 werden de volgende partijen gekozen:
- Groep Andrij Baloga - 10 zetels
- Thuis - 8 zetels
- In dienst van het volk - 8 zetels
- Platform Oppositie  Voor het leven - 7 zetels
- Onze geboortegrond Transkarpatië - 5 zetels
- Voor de Toekomst - 4 zetels

## Indeling in gemeenten
Het rajon is verdeeld in 13 gemeenten, waaronder 2 gemeenten met een stad en 4 plaatsen met stedelijke kenmerken. Er zijn 136 dorpen in het gebied. 
De gemeenten zijn: 
- Moekatsjevo (stad)
- Svaljava
- Koltsjino
- Zjdenijevo
- Tsjynadijjovo
- volovets
- Horonda
- Ivanivtsi
- Nelipyno
- Nysjni Vorota
- Poljana
- Verchnij Koropez
- Velyki Lutsjky

## Bevolking
De nieuwe vergrote rajon telt in 2020 254.600 inwoners.
De bevolking van de oude rajon telde 101.443 inwoners in 2001. De bevolking bestaat met name uit Oekraïners. Verder wonen er in het zuidelijk deel van de rajon Hongaren die in een aantal plaatsen de meerderheid van de bevolking vormen. De Hongaren vormen 14% van de totale bevolking.

## Geboren
- Viktor Rjasjko (1964-2020), voetballer

## Hongaarse minderheid
In de volgende dorpen hebben de Hongaren op basis van de volkstelling van 2001 een aanzienlijk aandeel in de bevolking:
- Kajdanovo Кайданово (Kajdanó) 12,91%
- Rakosjino Ракошино (Beregrákos) 45,58%
- Zjnatino Жнятино (Izsnyéte) 63,4%
- Dertsen Дерцен (Dercen) 97,82%
- pavsino Павшино (Pósaháza) 13,6%
- Fornosj Форнош (Fornos) 97,04%

Verder vormen de Hongaren in de hoofdstad een aandeel van 9,64% van de totale bevolking.